# Pierluigi Collina
Pierluigi Collina (n. 13 februarie 1960, Bologna, Italia) este un fost arbitru italian de fotbal. A fost pe larg considerat cel mai bun arbitru din generația sa, fiind numit de 6 ori consecutiv de FIFA "Cel mai bun arbitru al anului".

## Titluri
- IFFHS' World's Best Referee of the Year[2] (6 ori): 1998, 1999, 2000, 2001, 2002, 2003
- Grad onorific:[3] Doctor în Știință (2004), acordat de Hull University "pentru contribuția sa în lumea sportului"
- Italian Football Hall of Fame: 2011
- Arbitrul anului în Serie A (7): 1997, 1998, 2000, 2002, 2003, 2004, 2005